# Mapun
Mapun, anciennement Cagayan de Tawi-Tawi ou Cagayan de Sulu, est une île des Philippines située en mer de Sulu. Elle a le statut de municipalité de la province de Tawi-Tawi. Sa population est de 24 168 habitants (recensement 2010). Elle est entourée de 13 petits îlots et récifs coralliens et développe une superficie de 67 km2.

## Population et langue
La majorité de la population est musulmane. Une partie est catholique ou adventiste.
La langue mapun appartient à un sous-groupe dit Sulu-Bornéo des langues sama-bajaw, qui sont désormais considérées comme un groupe dans le rameau des langues grand barito de la branche malayo-polynésienne des langues austronésiennes. À ce sous-groupe appartiennent notamment les langues des Bajau, les nomades de la mer qui vivent en Indonésie et en Malaisie.

## Division administrative
L'île est divisée administrativement en 15 barangays :

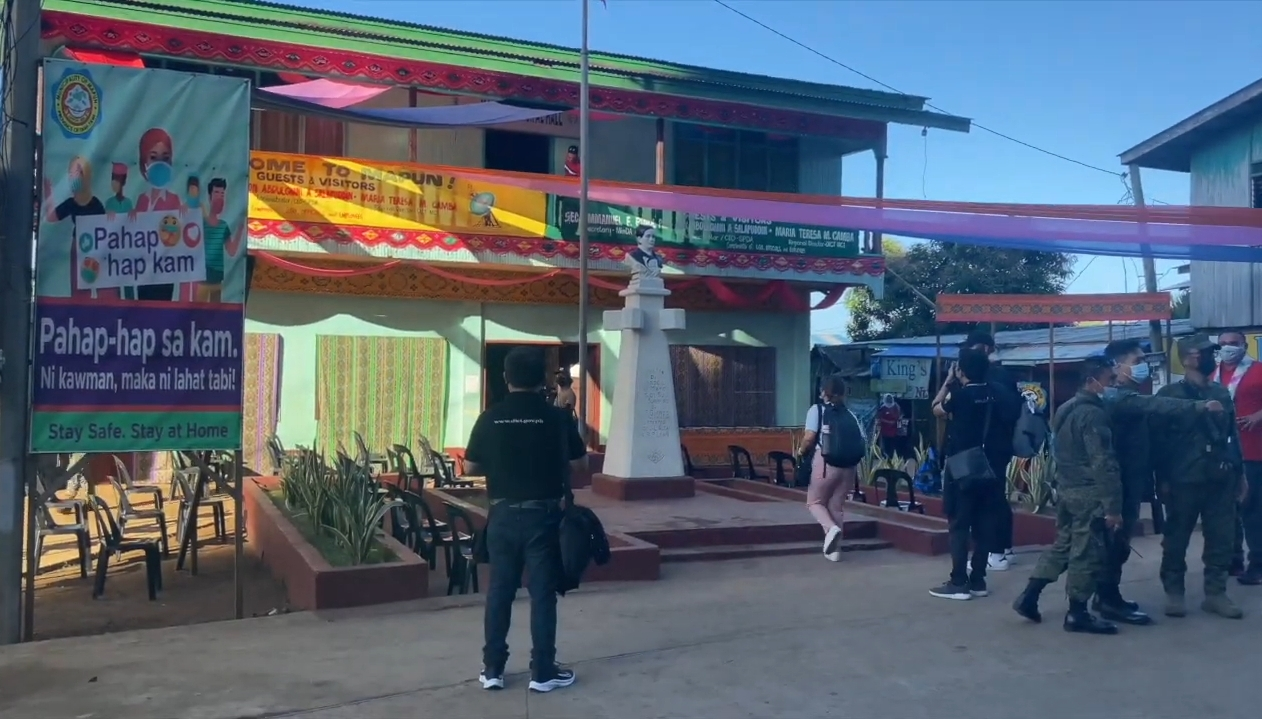
La salle municipale de Mapun.

- Boki
- Duhul Batu
- Kompang
- Lupa Pula
- Guppah
- Mahalu
- Pawan
- Sikub
- Tabulian
- Tanduan
- Umus Mataha
- Iruk-Iruk
- Liyubud (Pob.)
- Lubbak Parang
- Sapah